# 岐州
岐州，南北朝到唐朝的一个州，治所在雍县（今陕西省宝鸡市凤翔区南）。
北魏太和十一年（487年）设置，辖境为今陕西省周至县、麟游县、太白县、宝鸡市、陇县一带。隋朝雍县迁至今凤翔县，隋炀帝大业年间改为扶风郡。唐朝武德元年（618年），复为岐州。天宝元年（742年）改为扶风郡。至德二载（757年）十二月，升为凤翔府。
| 州 | 岐州               | 岐州   | 隴州          | 隴州          | 郡 | 扶風郡                                                   |
| 郡 | 岐山郡             | 武都郡 | 隴東郡        | 安夷郡        | 县 | 雍县 岐山县 郿县 虢县 汧源县 汧陽县 南由县 陳倉县 普潤县 |
| 县 | 雍县 三龙县 周城县 | 洛邑县 | 汧源县 汧陽县 | 南由县 長蛇县 | 县 | 雍县 岐山县 郿县 虢县 汧源县 汧陽县 南由县 陳倉县 普潤县 |

## 岐州刺史
北魏岐州刺史
- 刘藻（487年－492年）
- 皇甫椿龄（494年－496年）
- 慕容郁（497年）
- 员标（499年－500年）
- 赵超宗（501年－503年）
- 杨津（504年－511年）
- 元谧（512年－516年）
- 元彧（517年－518年）
- 胡宁（518年－519年）
- 刘道斌（521年－523年）
- 崔延伯（523年）
- 裴芬之（523年－524年）
- 伊瓮生（524年）
- 杨椿（525年）
- 魏兰根（525年－527年）
- 张熠（527年）
- 杜颙（527年－529年）
- 张熠（529年）
- 杨侃（529年）
- 罗鉴（529年）
- 贺拔岳（530年－532年）
- 韦义远（532年－533年）
- 杨幼卿（533年）
- 越特肱（534年）[1]

隋朝岐州刺史
- 梁彦光（开皇初年）
- 郑译（开皇年间）
- 窦抗（开皇年间）
- 张寿（590年－600年）
- 李敏（文帝时）
- 张崇基
- 王义
- 韦霁
- 李渊（大业初年）[2]

唐朝岐州刺史
- 李神符（618年）
- 李靖（武德年间）
- 柴绍（623年—625年）
- 郑善果（627年）
- 张德亮（631年）
- 豆卢宽（贞观年间）
- 卢某（贞观年间）
- 李元祥（636年）
- 萧瑀（636年）
- 李愔（639年）
- 崔世俊（贞观年间）
- 王仁表（贞观年间）
- 冯长命（贞观年间）
- 张发（贞观年间）
- 长孙操（649年）
- 柳亨（654年—655年）
- 李素节（655年）
- 承素（655年）
- 李贤（656年）
- 程知节（显庆年间）
- 于志宁（龙朔年间）
- 窦恽（高宗时）
- 崔义起（高宗时）
- 魏玄同（仪凤初年）
- 苏良嗣（682年）
- 李义琛（高宗末年）
- 李崇真（光宅初年）
- 云弘嗣（691年）
- 李上义（武周时）
- 薛元嗣（武周时）
- 杨守挹（武周时）
- 陈令英（武周时）
- 韦㴶（武周时）
- 宗楚客（700年）
- 张昌期（703年）
- 武攸宁（神龙初年）
- 李某（神龙初年）
- 苏珦（神龙年间）
- 武重规（中宗时）
- 李思训（景龙末年）
- 薛谦光（711年）
- 杨廉（先天年间）
- 元行冲（开元初年）
- 李成器（714年）
- 韦凑（714年—716年）
- 单思远（717年—718年）
- 李隆範（718年—720年）
- 郑繇（718年—720年，长史）
- 李朝隐（722年）
- 陆伯玉（725年）
- 马回（开元年间）
- 阎玄秀（开元年间）
- 许景先（728年—729年）
- 吕元悟（开元年间）
- 李择言（732年）
- 萧炅（736年—738年）
- 郑少微（739年）
- 裴卓（开元末年）[3]